# Altalene (Arisa)
Altalene è un singolo della cantante italiana Arisa, pubblicato il 3 novembre 2021 come quarto estratto dal settimo album in studio Ero romantica.

## Descrizione
Il brano, che ha visto la collaborazione artistica del duo country pop angloamericano Brown & Gray, tratta il paradosso di un rapporto fedifrago fra due amanti in cui la donna si lascia consapevolmente sedurre e dominare da un uomo narcisista. Arisa ha presentato il singolo dichiarando:

## Video musicale
Il video, diretto da Marco Gradara è stato pubblicato il 5 novembre 2021 attraverso il canale YouTube della cantante e vede protagonista Arisa insieme al ballerino e collega di Ballando con le stelle Vito Coppola.

## Tracce
Testi di Rosalba Pippa, musiche di Daniele Autore (a.k.a. Danusk), Kaci Brown, Sam Gray e Johannes Herbst.
1. Altalene (feat. Brown & Gray) – 2:37